# یوسواینیای
یوسواینیای (به لاتین: Josvainiai) یک شهرک در لیتوانی است که در شهرستان کاوناس واقع شده‌است.

## خصوصیات
یوسواینیای ۱٬۵۴۵ نفر جمعیت دارد.